# 麻雀行动
麻雀行动是由中国大陆的一些在強迫拆迁过程中遭受不公待遇的公民在国外组织的一个维权集体。也叫做“麻雀护巢行动”，组织者為杨建利。其關注的事件包括因上海世博会被强制拆迁的民眾。